# Ovidio Vezzoli
Ovidio Vezzoli (* 2. ledna 1956 Adro) je italský římskokatolický duchovní a biskup Fidenzy.

## Život
Narodil se 2. ledna 1956 v Adru.
Vstoupil do kněžského semináře v Brescii. Teologické vzdělávání získal na Papežské teologické fakultě Severní Itálie. Dne 14. června 1980 byl biskupem Luigi Morstabilinim vysvěcen na kněze a inkardinován do diecéze Brescia. Je absolventem Institutu svaté Justýny v Padově, kde se věnoval studiu liturgiky. Stal se farním vikářem farnosti svatého Apolonia v Lumezzane a po roce 1985 působil v diecézním sekretariátu pro liturgii.
V letech 1991–1999 byl osobním sekretářem arcibiskupa Bruna Foresti a v průběhu dalších let sloužil v rozličných farnostech diecéze. V kněžském semináři vyučoval liturgiku a byl prefektem studentů a knihovny. Obor liturgiky přednášel také na Vyšším institutu náboženských věd.
Dne 17. března 2017 jej papež František jmenoval biskupem Fidenzy. Biskupské svěcení přijal 2. července z rukou biskupa Luciana Monariho a spolusvětiteli byli arcibiskup Bruno Foresti a biskup Carlo Mazza.